# Gambela, Etiopia
Gambela   este un oraș  în  partea de vest a Etiopiei, la vărsarea râului Jajjaba în râul Baro. Centru administrativ al statului  Gambela.